# Mini Countryman
Mini Countryman je crossover třídy SUV, který od roku 2010 vyrábí britská automobilka Mini. Jedná se o první velký, čtyřdveřový vůz produkovaný pod jménem této automobilky. Je to též první Mini vybavené pohonem všech kol.
Vůz je k dispozici s pohonem dvou nebo všech kol. Pohon všech kol nazvaný ALL4 pracuje s proměnnou distribucí točivého momentu v závislosti na trakčních podmínkách a progresivním odpojováním zadní nápravy v závislosti na rychlosti.Na výběr jsou dva zážehové motory ve čtyřech specifikacích, atmosférický (Countryman One 72kW a Countryman Cooper 90kW) a přeplňovaný turbodmychadlem twin-scroll (Countryman S, 135kW,s volitelným ALL4 pohonem), oba o objemu 1,6l. Vznětové varianty pohanějí přeplňované vznětové motory 1,6 a 2,0 litru v různých nastavení výkonu, vzestupně One D, Cooper D a Cooper SD, poslední dva jmenované s možností ALL4
Vůz je vyráběn v rakouském městě Graz, v automobilkou BMW vedeném závodě konstrukční firmy Magna-Steyr.

## Závodní verze

### Mini Countryman All4
Tato závodní verze je určená pro Rallye Dakar a poprvé startovala na Rallye Dakar 2011. Vůz je technicky shodný s typem BMW X3 Raid. Na Rallye Dakar 2012 zvítězil s tímto vozem Stéphane Peterhansel.

### Mini John Cooper Works WRC a Mini Cooper S2000 1.6T
S vozem Mini JCW WRC se tovární tým Mini Motorsport Prodrive účastnil soutěží poprvé v sezoně Mistrovství světa v rallye 2011. Jedná se o vůz kategorie World Rally Car postavený podle nových předpisů. Vůz pohání přeplňovaný zážehový čtyřválec o objemu 1,6 litru. Automobil má šestistupňovou převodovku Xtrac. Týmovými jezdci byli Kris Meeke a Daniel Sordo.
Společně s typem WRC byl vyvíjen Mini Cooper S2000 1.6T určeny pro skupinu Super 2000. Řada dílů je shodných, ale je použit jiný restriktor u turbodmychadla.

## Galerie

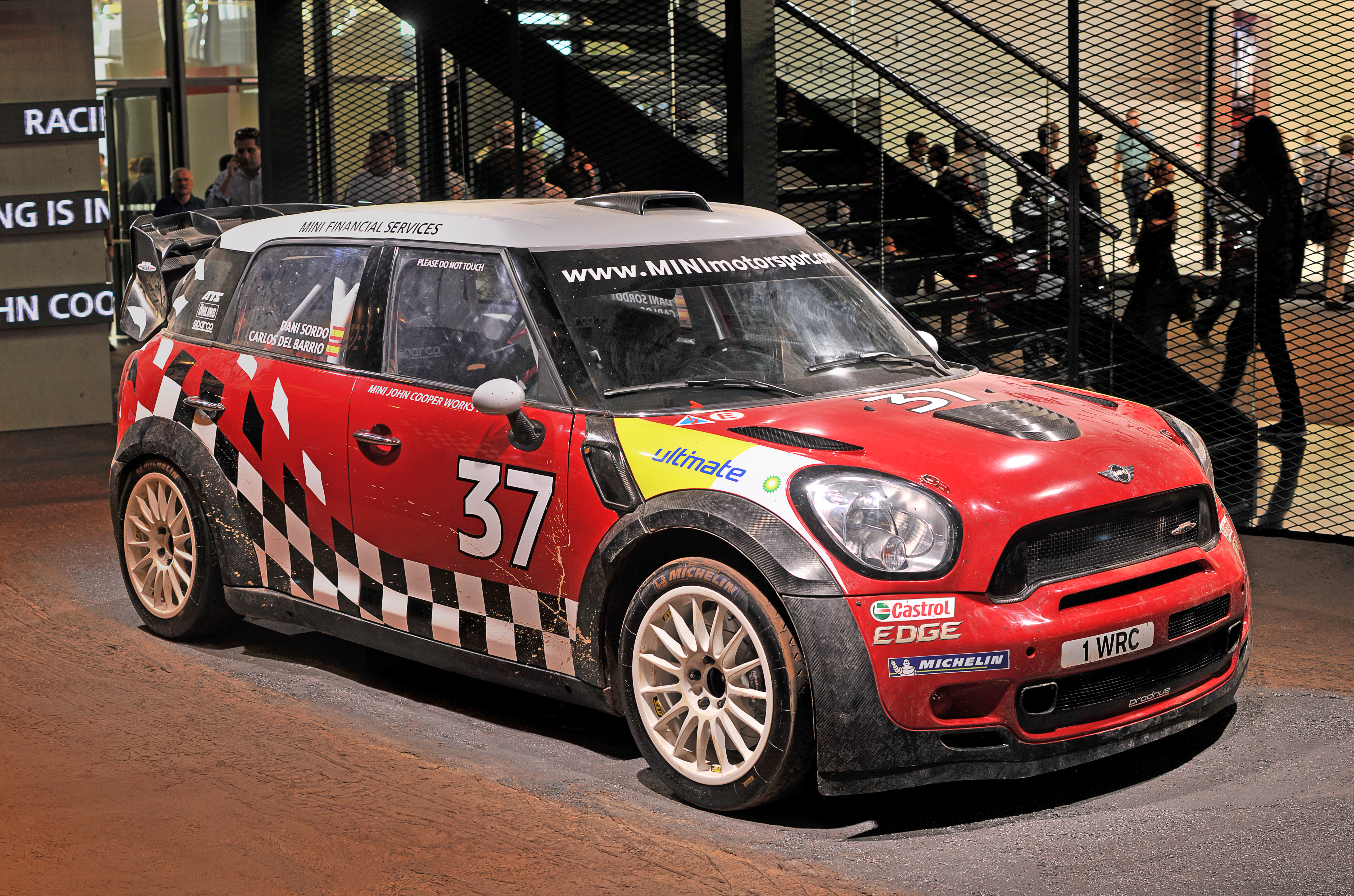
Mini John Cooper Works WRC
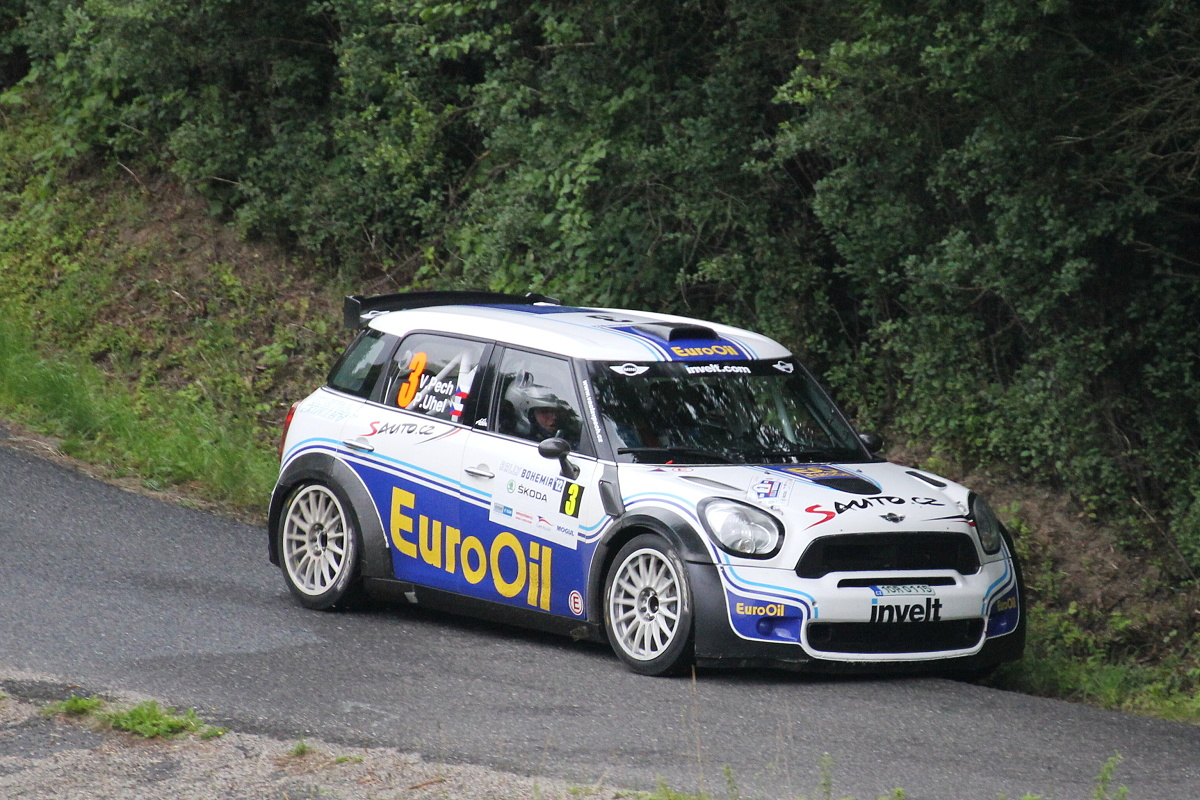
Mini John Cooper Works S2000 1,6 turbo Václava Pecha